# Radannons
En radannons är en annons som ursprungligen publicerades i tidningar, bestående av en eller ett fåtal rader. De är gratis eller billiga och betalas per antal ord och kan vara begränsade av publicisten i längd. De är därför korta, ofta bara ett par rader i en spalt vilket gett dem sitt svenska namn. De riktar sig i första hand , eller uteslutande, till privatpersoner, till skillnad från de kommersiella annonserna. De används framför allt för försäljning av lösöre mellan privatpersoner, eller som kontaktannonser. Internet har tagit en stor del av marknaden för radannonser men där har annonserna inte samma krav på att minimera utrymmet.

## Källhänvisningar
1. ↑  "radannons". NE.se. Läst 26 september 2014.